# Neuenherweg (Wipperfürth)
Neuenherweg ist eine Ortschaft in Wipperfürth im Oberbergischen Kreis im Regierungsbezirk Köln in Nordrhein-Westfalen (Deutschland). Der Ort bildet heute zusammen mit dem benachbarten Niederwipper einen gemeinsamen Ortsbereich mit zwei deutlich getrennten Wohnplätzen. Der größte Teil der Häuser ist um die Herz-Jesu-Kapelle gruppiert – westlich der von der B 237 abzweigenden Straße nach Divesherweg, ein anderer Teil östlich davon entlang des Neuenherweger Baches.

## Lage und Beschreibung
Neuenherweg liegt östlich der Wipperführter Kernstadt im Tal der Wupper an der Bundesstraße 237. Nachbarorte sind Dievesherweg, Egerpohl, Leuchtenbirken, Haufe und Lendringhausen.
In dem Ort befindet sich die Herz-Jesu-Kapelle. Sie ist Zentrum der katholischen Gemeinde Herz-Jesu mit regelmäßig stattfindenden Gottesdiensten.

## Geschichte
Im Jahr 1443 wird im Wipperfürther Raum ein Herweghe in einer Einkünfteliste des Kölner Apostelstiftes urkundlich erwähnt. Es bleibt aber unklar, ob damit Neuenherweg, Dievesherweg, Küppersherweg oder Kaplansherweg gemeint war.
Der Ortsname leitet sich wie die anderen -herweg-Orte im Nahbereich von dem Heerweg Köln–Wipperfürth–Soest, einer bedeutenden mittelalterlichen Altfernstraße von Köln über Wipperfürth nach Soest, ab, der bei Leiersmühle mittels einer Furt die Wupper querte und von dort Richtung Dievesherweg führte.
Carl Friedrich von Wiebeking benennt die Hofschaft auf seiner Charte des Herzogthums Berg im Jahr 1789 als Neuen-Herweg. Aus ihr geht hervor, dass der Ort zu dieser Zeit Teil der Außenbürgerschaft der Stadt Wipperfürth im Kirchspiel Wipperfürth war.
Der Ort ist auf der Topographischen Aufnahme der Rheinlande von 1825 als Herweg verzeichnet. Die Preußische Uraufnahme von 1840–44 zeigt den Wohnplatz unbeschriftet. Ab der Preußischen Neuaufnahme von 1895–96 ist der Ort auf Messtischblättern bis Ende des 20. Jahrhunderts regelmäßig als Neuenherweg verzeichnet. Bis zur Ausgabe 1913 ist bei dem Ort eine Mühle verzeichnet.
1822 lebten sieben Menschen im als Haus kategorisierten Ort, der nach dem Zusammenbruch der napoleonischen Administration und deren Ablösung zur Bürgermeisterei Wipperfürth im Kreis Wipperfürth gehörte und zu dieser Zeit Neuen-Herrweg genannt wurde. Für das Jahr 1830 werden Neuenherweg zusammen mit anderen Orten 59 Einwohner angegeben. Der 1845 laut der Uebersicht des Regierungs-Bezirks Cöln als Neuen-Herweg bezeichnete und als Hof kategorisierte Ort besaß zu dieser Zeit ein Wohngebäude mit zehn Einwohnern, alle katholischen Bekenntnisses. Die Gemeinde- und Gutbezirksstatistik der Rheinprovinz führt Neuenherweg 1871 mit einem Wohnhaus, eine (Wasser-)Mühle und 14 Einwohnern auf.
1880 wurde der Ort in die Bürgermeisterei Klüppelberg im Kreis Wipperfürth umgemeindet.
Der Ort besaß 1885 laut dem Gemeindelexikon für die Provinz Rheinland ein Wohnhaus mit zehn Einwohnern. 1895 besitzt der Ort ein Wohnhaus mit elf Einwohnern, 1905 werden ein Wohnhaus und zwölf Einwohner angegeben.
Über die Mühle am Ort ist wenig bekannt. Vermutlich war sie eine der zahlreichen Pulvermühlen an der Wupper, aber auch eine Funktion als Getreidemühle ist nicht auszuschließen. Die Grundsteinlegung der Herz-Jesu-Kapelle erfolgte 1927, die Weihung erfolgte 1928.
Aufgrund des Köln-Gesetzes wurde 1975 die Gemeinde Klüppelberg aufgelöst und größtenteils in Wipperfürth eingemeindet. Dabei kam Neuenherweg erneut zur erweiterten Stadt Wipperfürth.

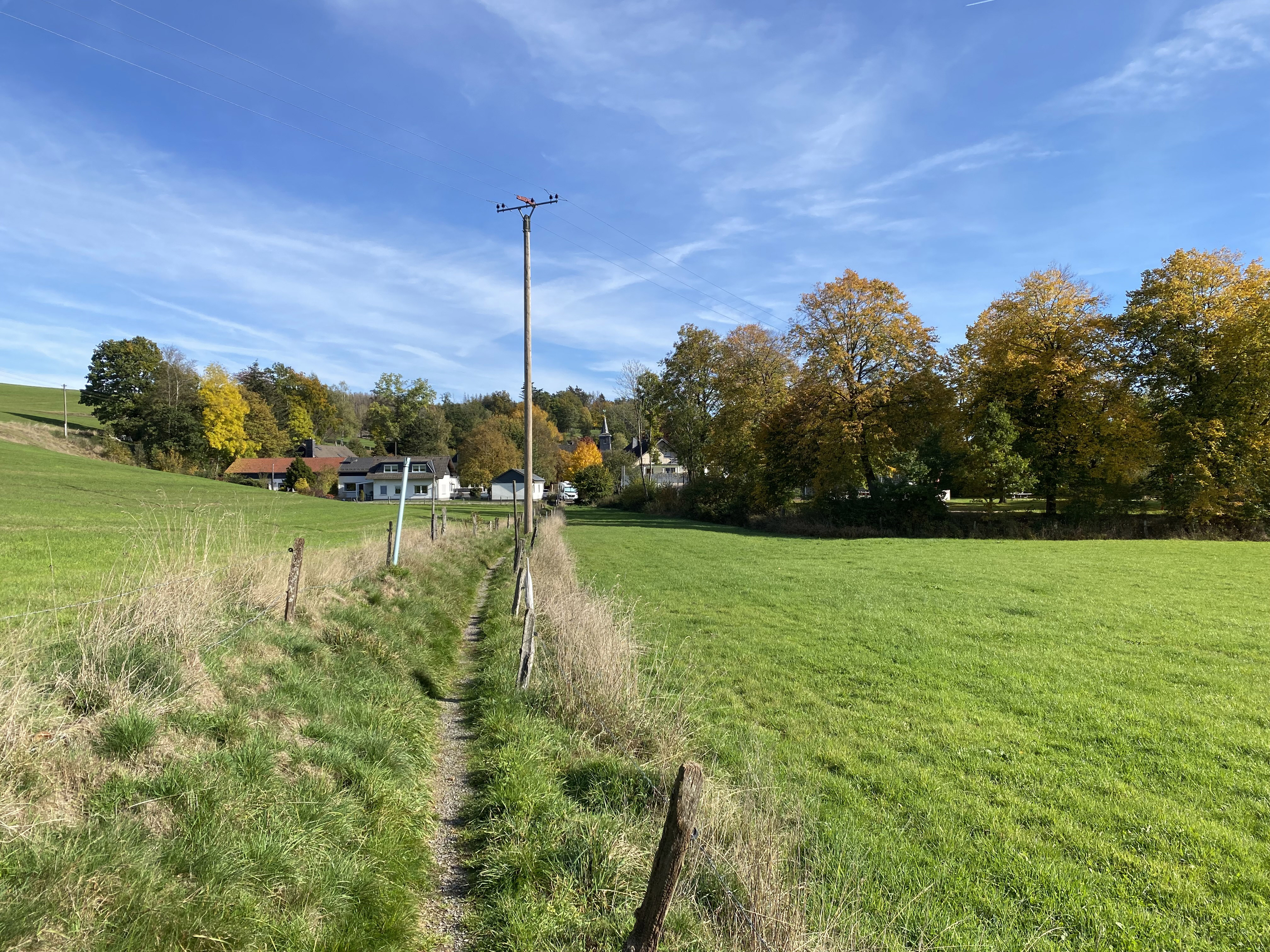
Weg von Niederwipper nach Neuenherweg
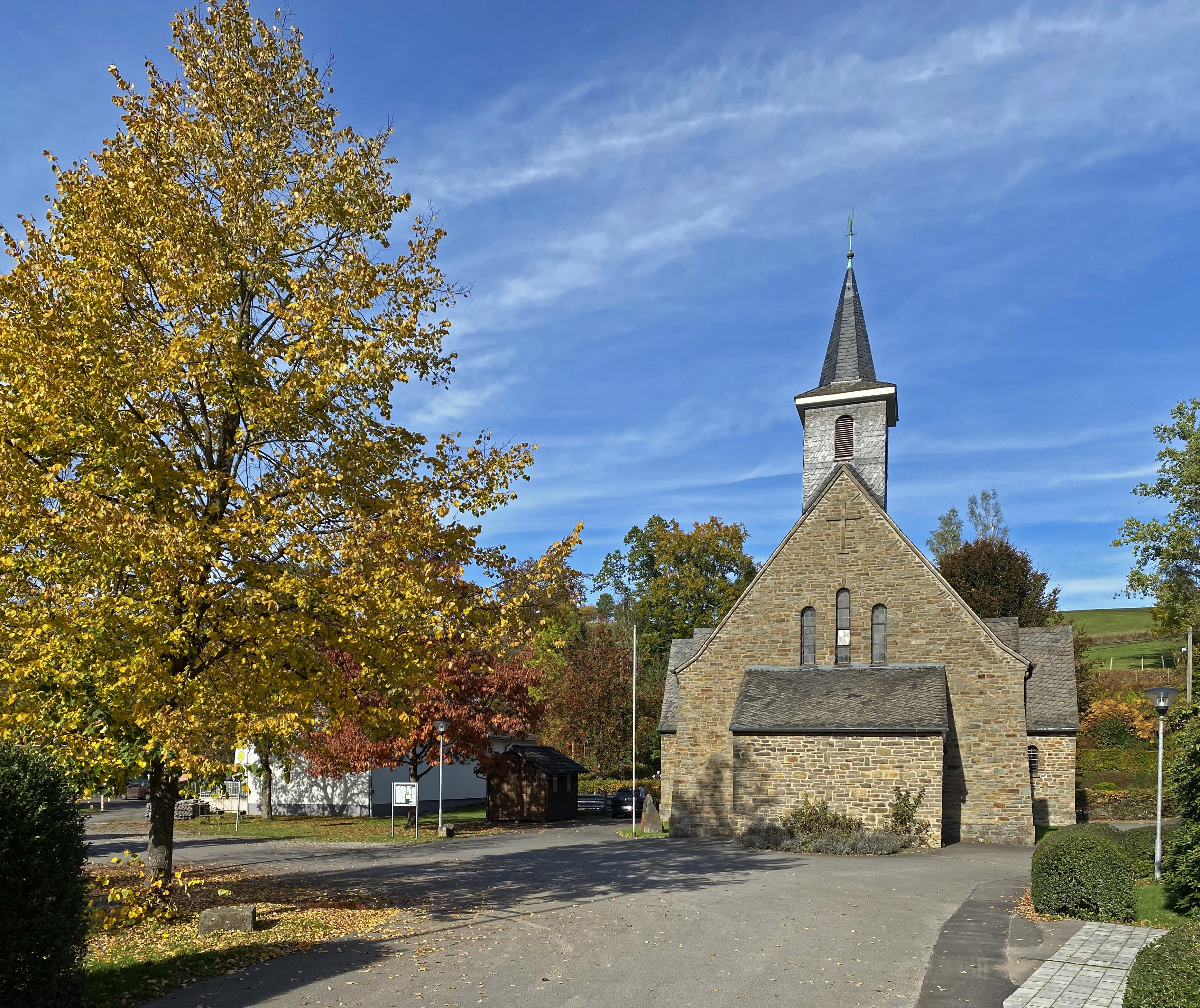
Herz-Jesu-Kapelle
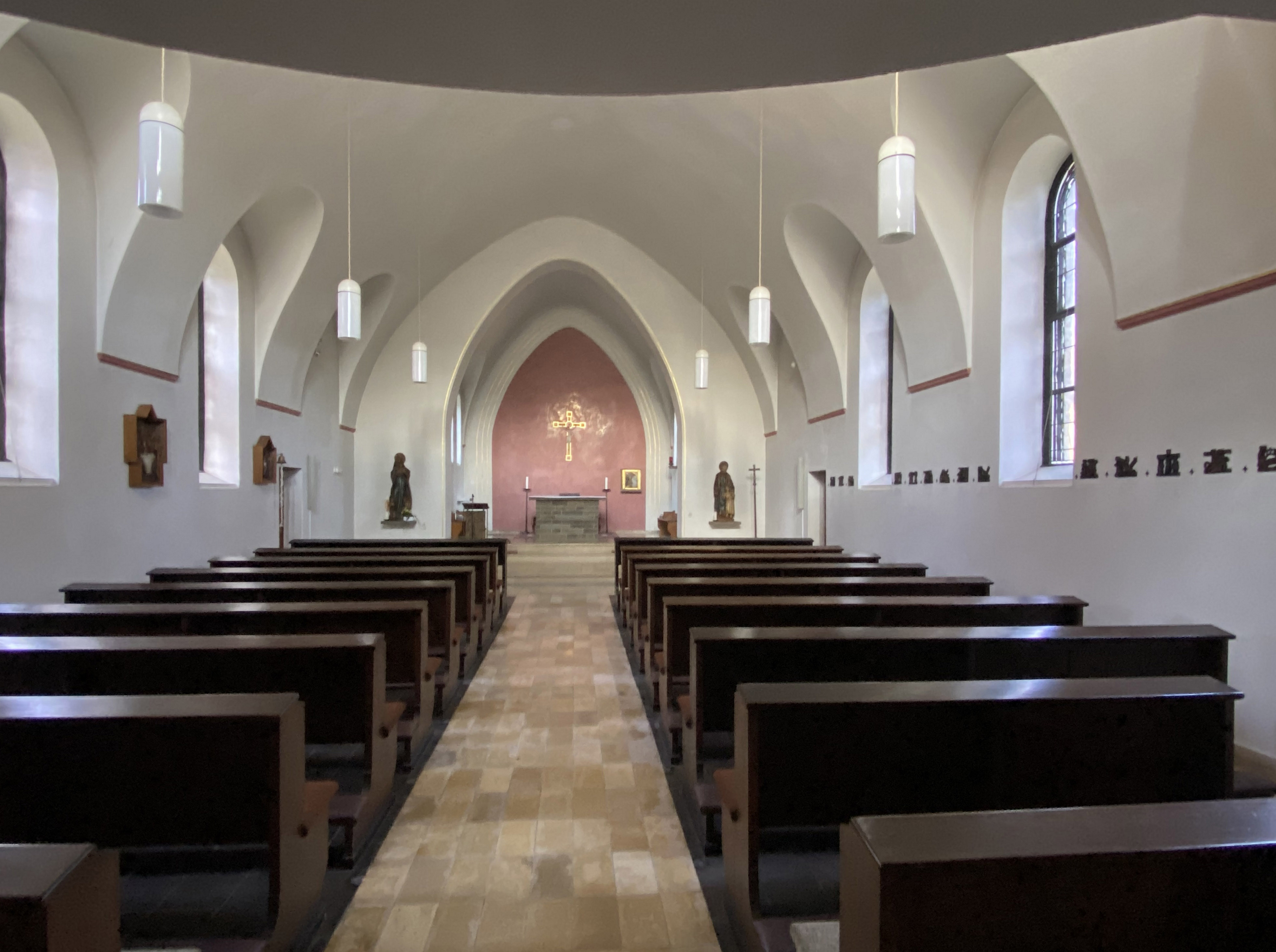
Herz-Jesu-Kapelle
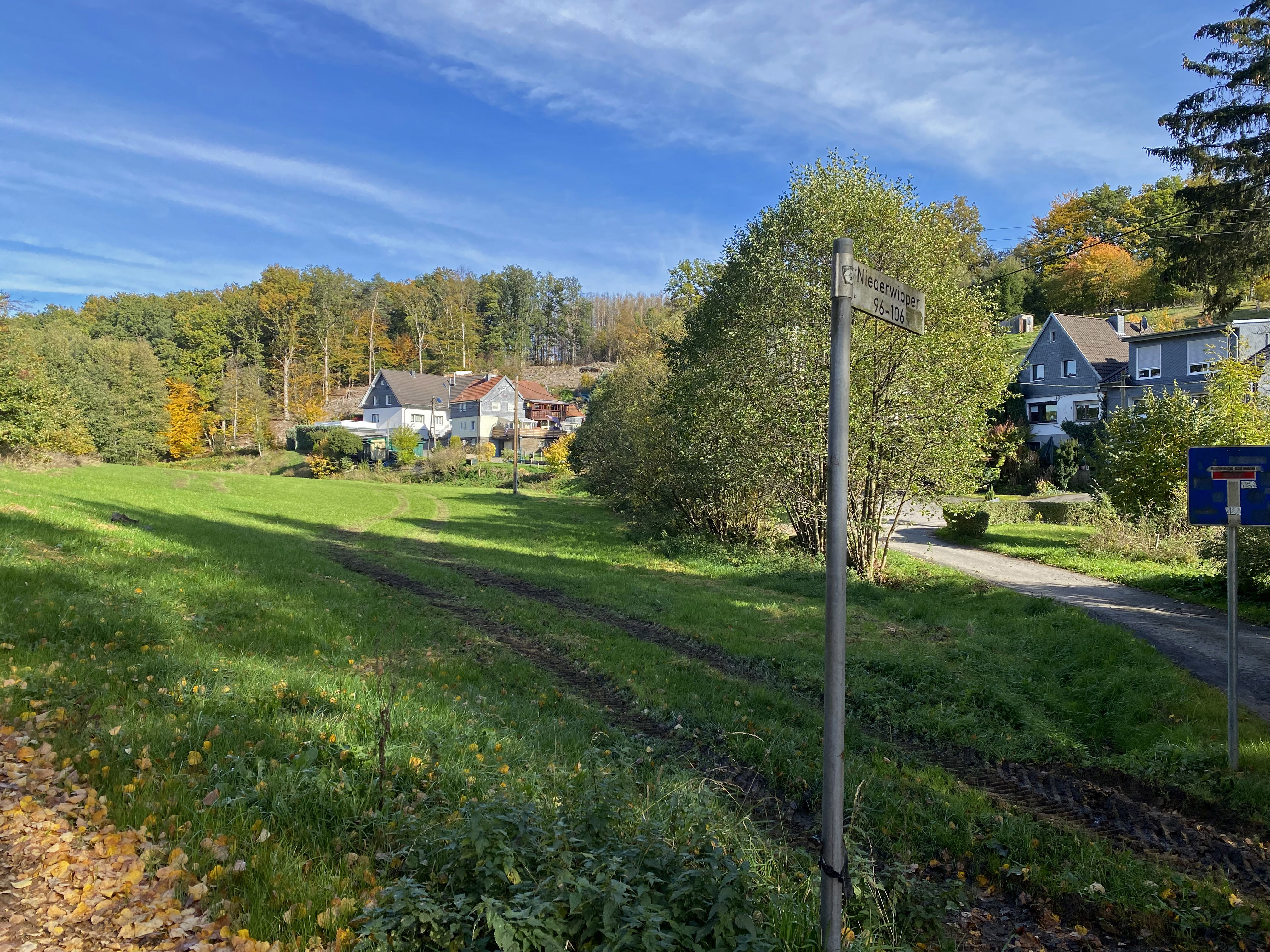
östl. Wohnplatz entlang des Neuenherweger Baches